# Яковищево
Яковищево (рос. Яковищево) — присілок в Шар'їнському районі Костромської області Російської Федерації.
Населення становить 15 осіб. Входить до складу муніципального утворення Одоєвське сільське поселення.

## Історія
Від 2007 року входить до складу муніципального утворення Одоєвське сільське поселення.

## Населення
| 2008 | 2010 | 2014 |
| ---- | ---- | ---- |
| 26   | ↘23  | ↘15  |